# Route européenne 761
Pour les articles homonymes, voir Route 761.
La route européenne 761 est une route reliant Bihać, en Bosnie-Herzégovine, à Zaječar, en Serbie.
Elle emprunte le trajet suivant : Bihać – Jajce – Donji Vakuf – Zenica – Sarajevo – Užice – Čačak – Kraljevo – Kruševac – Pojate – Paraćin – Zaječar